# Paysage nilotique

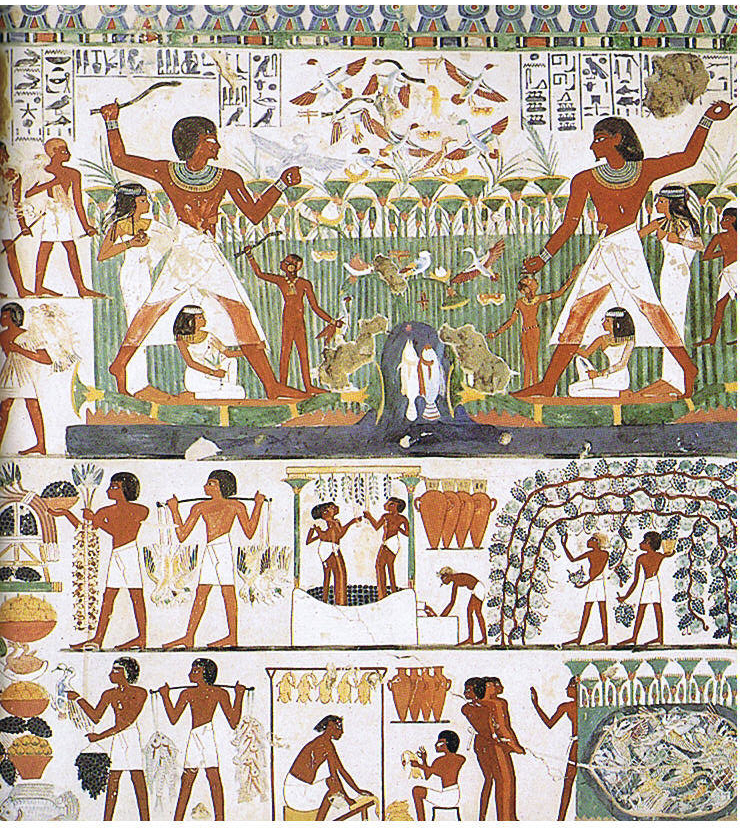
Chasse et pêche dans le marais. Tombe de Nakht, plâtre peint, première moitié du avant J.-C.

Le paysage nilotique est toute représentation artistique de paysages qui imite ou s'inspire du fleuve Nil en Égypte. Le terme a été inventé pour désigner principalement les paysages créés en dehors de l'Égypte, notamment dans la mer Égée, bien qu'il soit parfois utilisé pour désigner des scènes de chasse et de pêche dans l'art égyptien. Un paysage nilotique est une scène fluviale présentant une vie végétale et animale riche et abondante, dont une grande partie est originaire d'Égypte antique. Les éléments iconographiques courants sont le papyrus, les palmiers, les poissons et les oiseaux aquatiques et, dans certains cas, les félins, les singes et les crocodiles.
Des preuves archéologiques attestent de la présence de représentations peintes du Nil dans des tombes égyptiennes dès la période prédynastique. Les scènes nilotiques restent populaires tout au long de l'Ancien et du Moyen Empire, et s'épanouissent au Nouvel Empire. Les paysages dans les peintures de tombes de la XVIIIe dynastie sont particulièrement importants. Les paysages nilotiques sont d'abord adaptés en dehors de l'Égypte, dans la mer Égée, notamment dans l'art de la civilisation minoenne. Le sujet connaît une renaissance dans l'art hellénistique et romain, lorsque les scènes nilotiques deviennent un sujet commun pour les mosaïques, dont la plus célèbre est la mosaïque du Nil de Palestrina, datant du Ier siècle. Ces mosaïques mettent l'accent sur l'exotisme du Nil, ainsi que sur son activité en tant que voie navigable. Les scènes de trafic maritime sont représentées à côté d'une faune abondante et souvent dangereuse.
Un certain nombre de sujets bibliques dans l'art, comme la découverte de Moïse, se déroulent en Égypte, et les artistes chrétiens ont lentement élaboré des conventions modestes pour rendre ce paysage peu familier. Le processus s'est accéléré après la Renaissance, avec Nicolas Poussin, qui a peint de nombreux sujets sur la vie de Moïse, un pionnier particulier dans le développement d'un décor plus authentique. Mais le processus est lent jusqu'au début du XIXe siècle, avec la multiplication des voyages en Occident, l'avènement de l'égyptologie moderne et, dans l'art, le développement de l'orientalisme. À la fin du XIXe siècle, les décors exotiques et soigneusement étudiés ou recherchés sont souvent dominants dans les représentations de paysages et de figures humaines, qu'elles soient anciennes ou modernes,.
La production de paysages nilotiques ainsi que leur iconographie et leurs interprétations dépendent de la provenance de l'œuvre et de la culture dans laquelle elle a été produite, mais la plupart des scènes affirment et célèbrent dans l'ensemble l'abondance de la nature.

## Iconographie
La caractéristique la plus importante d'un paysage nilotique est son environnement fluvial, qui est la source ultime de toute vie végétale et animale qui l'accompagne. Les crues annuelles du Nil en Égypte n'étaient pas seulement la source de la nourriture et des cultures de l'ancienne civilisation, mais leur fournissaient également un calendrier cyclique fiable. On pense qu'une grande partie de la continuité de l'Égypte dans l'Antiquité, tant dans la société que dans l'art, provient de la relation du peuple avec le Nil.
Les paysages nilotiques sont remplis d'une vie végétale et animale abondante. Les pigments bleus et verts dominent souvent la scène. Le papyrus et les palmiers sont les éléments botaniques les plus reconnaissables d'un paysage nilotique, ainsi que d'autres plantes, souvent soigneusement représentées et identifiables. Divers animaux sont représentés et varient en fonction de la scène spécifique. On y trouve de nombreuses variétés de poissons et d'oiseaux aquatiques, et les scènes de chasse et de pêche incluent généralement des chats. D'autres paysages nilotiques, en particulier ceux situés hors d'Égypte, incluent des animaux exotiques et étrangers, tels que des singes et des crocodiles, et souvent des créatures fantastiques ou des monstres comme des griffons et des sphinx.

## Paysages nilotiques en Égypte
L'expression « paysage nilotique » est utilisée dans les études égyptiennes pour décrire les scènes des peintures funéraires où le défunt s'adonne à la chasse et à la pêche. Ces scènes soulignent le caractère élitiste et l'importance du défunt, qui conquiert la nature et domine le paysage, participant à des activités réservées à la classe supérieure. De nombreuses scènes sont symétriques, avec l'image du défunt répétée, d'abord engagé dans l'acte de chasser les oiseaux, puis de harponner les poissons. Les oiseaux et les poissons apparaissent souvent en grand nombre. Ils sont facilement capturés par le défunt car ils semblent littéralement voler autour de lui ou nager jusqu'à sa lance. Ainsi, l'homme est montré dans une position de contrôle sur la nature et le monde naturel est soumis à sa propre existence.
Bien que ces scènes aient une tradition séculaire, elles sont devenues de plus en plus populaires au cours de la XVIIIe dynastie du Nouvel Empire, avec des exemples importants de ces scènes découverts dans des tombes de la nécropole de l'ancienne Thèbes, dans la vallée des Rois. Sur le plan artistique, les scènes sont caractérisées par un sens du mouvement et de la vivacité que l'on ne retrouve pas normalement dans la plupart des œuvres égyptiennes, qui ont représenté pendant des siècles des personnages et des créatures statiques et stoïques. La variété est conférée par ces détails minutieux et ces caractérisations individualisées.

Paysages nilotiques dans l'art égyptien
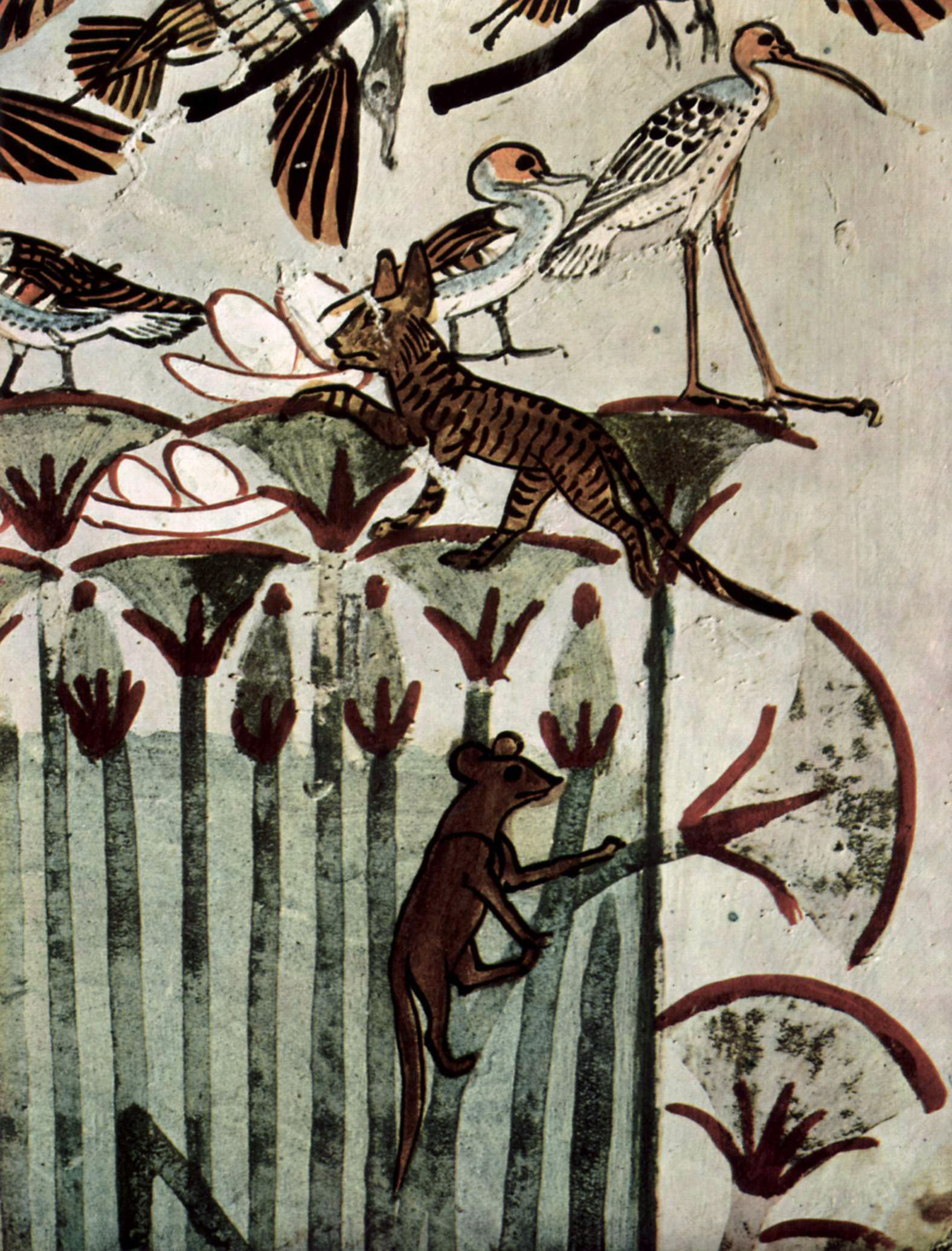
Détail d'un papyrus, avec un chat volant les œufs des oiseaux aquatiques. De la tombe de Menna, plâtre peint, première moitié du XIVe siècle avant J.-C., Thèbes.
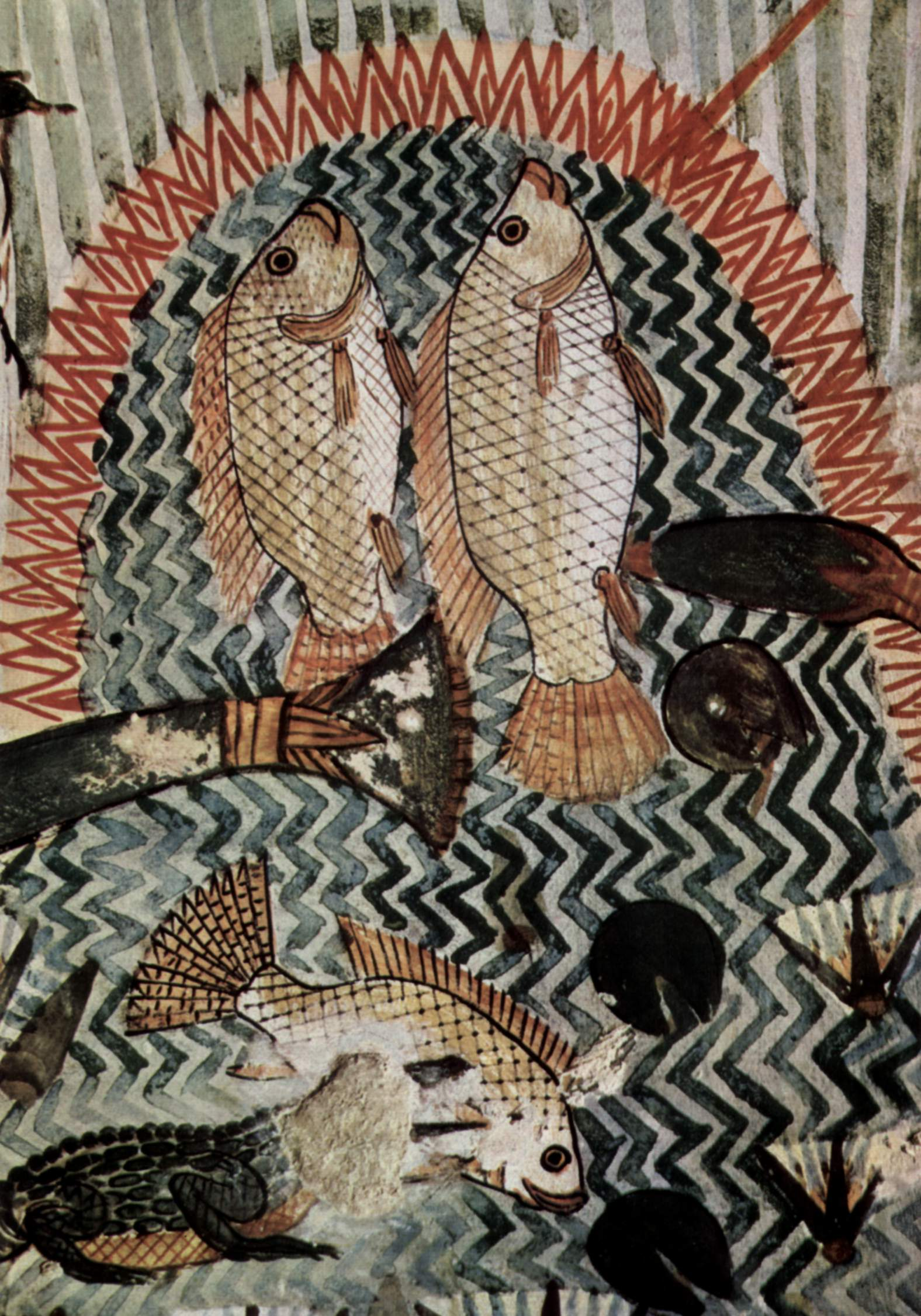
Détail du poisson nageant dans la lance de Menna. De la tombe de Menna, plâtre peint, première moitié du XIVe siècle avant J.-C., Thèbes.

## Paysages nilotiques dans la mer Égée
Les scènes fluviales suggérant le monde naturel et sa végétation luxuriante commencent à apparaître en dehors de l'Égypte à partir de la XVIIIe dynastie, les premières preuves existantes provenant de fragments de fresques des Minoens. La version égéenne du paysage nilotique conserve de nombreux éléments iconographiques clés de la version égyptienne, mais les Minoens font souvent du paysage lui-même le sujet, mettant l'accent sur les plantes et la faune plutôt que sur les figures humaines (qui sont généralement exclues de l'œuvre). Les compositions sont caractéristiques du style artistique minoen, plus irrégulier et informel. L'attention est portée sur les détails et la couleur des plantes et des animaux, mais les motifs dessinés avec précision sont rares et l'arrière-plan et le cadre peuvent être très imaginatifs. Ce sont de véritables fresques, peintes sur du plâtre humide de sorte que la couleur adhère chimiquement à la surface, contrairement aux versions égyptiennes.
Les paysages nilotiques dans l'art minoen sont la preuve du contact entre les Minoens et les Égyptiens, à la fois par le commerce et l'échange d'idées. Les plantes comme le papyrus et les animaux comme les singes n'étaient pas originaires de Crète. De nombreuses espèces végétales et animales sont identifiables, ce qui confirme non seulement que les artistes ont prêté une attention particulière aux détails, mais aussi qu'ils devaient connaître ces espèces, soit par l'examen de la peinture égyptienne, soit, ce qui semble plus probable, par un contact direct avec ces créatures, ces plantes et la culture égyptienne.
Dans la « Maison des Fresques », située près du palais minoen de Cnossos, des fragments de fresques ont été découverts, représentant des singes et des oiseaux bleus dans un paysage rocheux avec une rivière bleue sinueuse, ainsi que divers types de plantes, y compris des papyrus. Cette scène a été qualifiée de « paysage nilotique » par les archéologues et les historiens de l'art en raison de la présence de singes bleus et de papyrus dans un environnement fluvial.

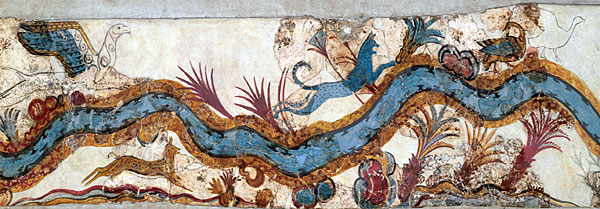
Détail du paysage nilotique de Théra.Scène fluviale avec une panthère chassant des canards.

Les fouilles menées à Akrotiri, sur l'île de Théra, ont permis de préserver un certain nombre de fresques datant de la fin de l'âge du bronze. L'une de ces scènes, située dans la « Maison de l'Ouest » sur le mur est de la salle 5, a été qualifiée de paysage nilotique. Elle présente un mélange de créatures réelles et imaginaires. Un griffon survole les méandres d'une rivière, un chat sauvage traque des canards et des palmiers sont omniprésents. Contrairement aux deux autres scènes de fresque dans cette pièce, le paysage nilotique est dépourvu de figures humaines et manque de narration, se concentrant plutôt sur la faune et l'environnement et glorifiant le monde naturel. L'absence de figures humaines dans ces paysages nilotiques minoens a conduit de nombreux archéologues à supposer la présence d'une déesse de la nature ou d'une divinité dans la religion minoenne.